# Stewart Island

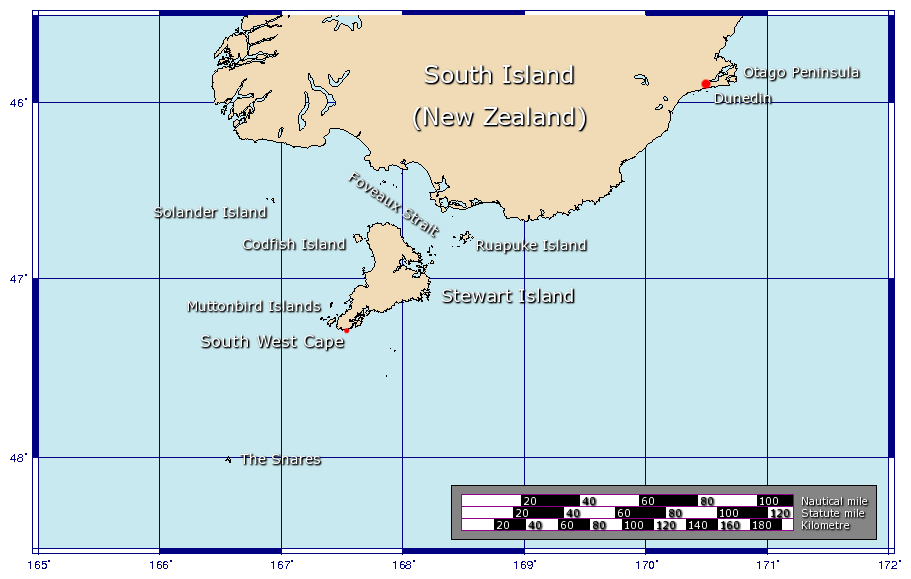
Karta över Stewart Island och närliggande öar.

Stewart Island, eller Rakiura, är Nya Zeelands tredje största ö. Den ligger 30 kilometer söder om Sydön, och separeras från fastlandet av Foveauxsundet. Ön har ungefär 400 permanenta invånare, varav de flesta bor i byn Oban. Den har en yta på 1 746 kvadratkilometer.

## Historia och namngivning
Ön upptäcktes 1770 av James Cook, men då han trodde att den var sammankopplad med Sydön döpte han den till South Cape. Stewart i dagens namn kommer från kapten William Stewart, som 1809 var den första att kartlägga ön.
Öns ursprungliga namn på maori, Te Punga o Te Waka a Maui betyder "Mauis kanots ankarsten", och är en referens till guden Maui, som hade denna ö som ankare då han fiskade upp Nordön från sin kanot, Sydön. Dock används Rakiura oftare som maoriskt namn, och det översätts oftast till "glödande himlar", troligtvis en referens till de solnedgångar som ön är känd för, eller till polarskenet som är vanligt på sydliga och nordliga breddgrader.
För vissa är Rakiura en förkortad version av Te Rakiura a Te Rakitamau, som betyder "Rakitamaus stora rodnad".

## Geografi
Ön har en yta på 1746 kvadratkilometer. Norra delen av ön domineras av den träskaktiga dalen kring floden Freshwater. Öns högsta punkt är Mount Anglem, nära norra kusten, det är 979 meter högt. Södra halvan av ön är mer jämnt undulerad, och ett krön leder söderut från floden Rakeahua. Den sydligaste punkten i krönet är Mount Allen, som är 750 meter högt. I sydöst är landet lite lägre, och dräneras av dalarna i floderna Toitoi, Lords och Hero River. South Cape är Nya Zeelands sydligaste udde.
Mason Bay, som ligger på västra sidan av ön, är en ovanligt lång sandstrand i ett område där stränderna normalt sett är hårdare. En möjlighet är att bukten formades som ett efterskalv till ett meteoritnedslag i Tasmanhavet.

### Natur
Det finns en nationalpark på Stewart Island, Rakiura nationalpark. Parken inrättades 2002 och upptar 85 procent av ön. Papegojarten kakapo, ibland också kallad ugglepapegoja, fanns tidigare spridd över stora delar av Nya Zeeland. Dess utbredningsområde har dock minskat och arten är numera endemisk för Stewart Island och Sydön.